# Schistocyttara nebulosa
Schistocyttara nebulosa is een vlinder uit de familie van de stippelmotten (Yponomeutidae). De wetenschappelijke naam van de soort werd in 1941 gepubliceerd door Turner.